# Associação Unitária Universalista
Associação Unitária Universalista (UUA), em plena Associação Unitária Universalista de Congregações na América do Norte, é uma associação Unitária Universalista de congregações religiosas liberais formada pela consolidação em 1961 da Associação Unitariana Americana e da Igreja Universalista da América. Ambas estas organizações antecessoras começaram como denominações cristãs unitarianistas e universalistas, porém os modernos Universalistas Unitarianos definem-se como não-confessionais e, portanto, eles não estão limitadas às crenças cristãs ou afinidades, mas também podem chamar a sabedoria de outras religiões e filosofias, bem como, o humanismo, o budismo, judaísmo e do neopaganismo, entre outros, ou diferentes combinações dos mesmos. Portanto, o UUA qualifica-se como uma forma de religião pós-cristã liberal, com inclinações sincréticas.